# Tinashe
Tinashe Jorgensen Kachingwe (Lexington, Kentucky, 6 de febrero de 1993), conocida simplemente como Tinashe, es una cantante, compositora, bailarina, productora discográfica, actriz y modelo estadounidense. Nacida en Lexington, Kentucky, se mudó a Los Ángeles cuando era niña para seguir una carrera en el entretenimiento. Sus papeles notables incluyen ser una modelo de captura de movimiento en la película animada The Polar Express (2004) y papeles recurrentes en Out of Jimmy's Head (2007–2008) y Dos hombres y medio (2008–2009).
Entre 2007 y 2011, fue miembro del grupo The Stunners. Tras su disolución, lanzó los mixtapes autograbados In Case We Die (2012) y Reverie (2012). Tras su éxito, firmó con RCA Records y lanzó su tercer mixtape, Black Water (2013). Su sencillo debut, «2 On», alcanzó el número uno en la lista de éxitos de Rhythmic y alcanzó el número 24 en el Billboard Hot 100 en los Estados Unidos. Su primer álbum de estudio, Aquarius (2014), fue aclamado por la crítica y considerado por los críticos musicales como uno de los debuts más «sólidos» de una nueva artista en años, obteniendo nominaciones para Soul Train y BET Awards. Su colaboración con Snakehips y Chance the Rapper, «All My Friends», ganó el Ivor Novello Award a la Mejor Canción Contemporánea en 2016. Su segundo álbum de estudio, Nightride (2016), alcanzó el número 8 en la lista Top R&B/Hip-Hop Albums en los Estados Unidos. Joyride (2018), su tercer álbum de estudio, alcanzó el puesto número 58 en la lista Billboard 200 y el número 6 en la lista UK R&B Albums. Tinashe describe su música como «pop rítmico» que explora los géneros de R&B, pop y hip hop alternativos.

## Vida y carrera

### 1993–2006: Primeros años
Tinashe Kachingwe nació el 6 de febrero de 1993 en Lexington, Kentucky, es la hija mayor de los profesores universitarios Michael y Aimie Kachingwe. Su padre es profesor de actuación en la Universidad Estatal Politécnica de California y proveniente de una primera generación de inmigrantes del pueblo shona de Zimbabue, mientras que su madre, de ascendencia danesa, noruega, irlandesa e inglesa, enseña fisioterapia en la Universidad Estatal de California, Northridge. Sus padres se conocieron en una cita a ciegas durante su tiempo como estudiantes de la Universidad de Iowa. El nombre de Tinashe significa «Estamos con Dios» en el idioma shona. Ella tiene dos hermanos menores, Thulani y Kudzai. Ella y su familia se mudaron a Los Ángeles, California cuando ella tenía ocho años. Asistió a Crescenta Valley High School durante un año antes de terminar rápidamente para seguir una carrera en la música a tiempo completo. Comenzó a estudiar ballet, tap y jazz a la edad de 4 años, y continuó compitiendo en varios estilos como parte de una compañía de danza hasta los 18 años.

### 2007-2011: Comienzos, The Stunners y debut como solista
Tinashe obtuvo papeles en varios programas de televisión, películas y videos infantiles a principios de la década de 2000, incluidas las películas Cora Unashamed (2000), Call Me Claus (2001), Masked and Anonymous (2003), y dos series de televisión: Rocket Power (2004) y Avatar: la leyenda de Aang (2007). Esto llevó a un papel regular en la serie de televisión Out of Jimmy's Head en 2007-2008 y un papel recurrente en Dos hombres y medio en 2008-2009. Aunque no fue acreditada en la película Masked and Anonymous, Roger Ebert observó en el estreno del Festival de Cine de Sundance en 2003, «la única intérprete de la película cuya actuación en realidad fue aplaudida: una joven negra llamada Tinashe Kachingwe, quien canta "The Times They Are a-Changin'" con tanta dulzura y convicción de que ella es como una clase magistral». Concluyó su reseña de la película: «Si me hubieran pedido que fuera asesor de esta película, mi consejo habría sido de tres palabras: más Tinashe Kachingwe».
En 2007, Tinashe se unió al girl group The Stunners, fundado por Vitamin C. Sus compañeras de banda eran sus amigas Marisol Esparza, Allie Gonino, Hayley Kiyoko y Kelsey Sanders. Seis meses después de su formación, el grupo firmó con Columbia Records y más tarde firmó un acuerdo de producción con Lionsgate Entertainment para un programa de televisión con guion para MTV. El 18 de marzo de 2009, lanzaron un sencillo y video, «Bubblegum». En octubre, el grupo lanzó un EP de cinco canciones, influenciado por artistas como Madonna, Gwen Stefani y Rihanna. El video musical de su sencillo promocional, «We Got It», fue lanzado el 22 de febrero de 2010 y presentaron la canción en The Today Show y The Wendy Williams Show. Después de firmar con Universal Republic Records en 2010 lanzaron un sencillo, «Dancin' Around the Truth». El video musical se estrenó el 2 de junio de 2010, justo antes de que el grupo fuera anunciado como un acto de apertura en My World Tour de Justin Bieber.
Después de la gira de Bieber, las Stunners regresaron al estudio de grabación, pero se disolvieron en 2011, y Tinashe comenzó a perseguir una carrera como solista.
El 3 de mayo de 2011, dio su primera presentación televisada como solista durante un juego de los Dodgers—Cubs, cantando «God Bless America». El 24 de junio de 2011, Tinashe lanzó su primer video musical en solitario, una versión del sencillo «How to Love» de Lil Wayne. La canción fue lanzada luego como descarga digital gratuita a través del sitio web oficial de Tinashe. Tras el lanzamiento del video, Tinashe confirmó que oficialmente había sido liberada de su contrato de grabación con Universal Republic. Tinashe apareció en el sencillo «Artificial People» de OFM, lanzado el 12 de septiembre de 2011. El 25 de noviembre de 2011 Tinashe lanzó el video musical de «Can't Say No», su primera canción original como solista. La canción muestra la canción «Blur» de Britney Spears de su sexto álbum de estudio, Circus. La canción fue lanzada para descargar el 28 de noviembre de 2011.

### 2012–2014: Lanzamientos independientes yAquarius

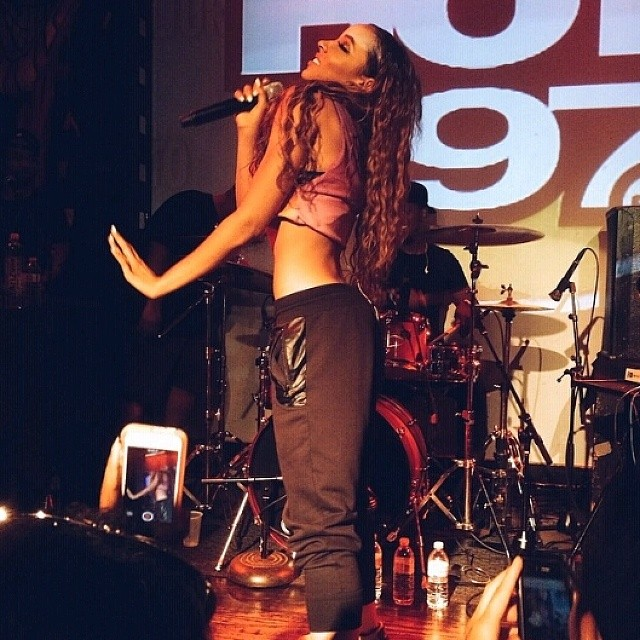
Tinashe cantando «Vulnerable» de su mixtape Black Water.

In Case We Die, el primer y único mixtape de Tinashe, fue lanzado en febrero de 2012, grabado en el estudio de su casa. El mixtape engendró cuatro sencillos, el primero fue canción promocional, «Chainless», lanzado a iTunes el 19 de diciembre de 2011. «My High» fue lanzado para su transmisión en su sitio web oficial. El video musical del sencillo «This Feeling» dirigido por Cole Walliser fue lanzado el 1 de mayo de 2012 a Global Grind. El sencillo final de la mixtape, «Boss», se lanzó el 20 de agosto de 2012, después de que la canción apareciera en un episodio de la serie VH1, Single Ladies. El video musical de la canción fue autodirigido. El mixtape fue recibido positivamente por la blogosfera.
El 13 de julio de 2012, Tinashe anunció que había firmado con RCA Records. Luego de la firma, su segundo mixtape, Reverie, fue lanzado el 6 de septiembre de 2012 a través de su sitio web oficial. El mixtape lanzó tres singles: el primero «Stargazing», lanzado el 21 de agosto de 2012; el segundo, «Ecstasy», lanzado el 18 de diciembre de 2012; y la última, «Who Am I Working For?», lanzada el 12 de marzo de 2013. Después de su lanzamiento, las revisiones de Reverie en general fueron positivas.
De agosto a noviembre de 2012, una serie de remezclas de canciones de los dos mixtapes de Tinashe se filtró en línea recibiendo la aclamación de la crítica. El 26 de noviembre de 2013, Tinashe lanzó su tercera mixtape, Black Water. La mixtape estaba compuesta por trece canciones producidas por Dev Hynes, Boi-1da, Ryan Hemsworth y la propia Tinashe. El sencillo «Vulnerable», que cuenta con el rapero Travis Scott, fue declarado «Canción pop de la semana» por Buzzworthy de MTV el 26 de noviembre de 2013.
Tinashe trabajó en su álbum debut de estudio en 2014. La grabación tuvo lugar en Los Ángeles, Londres, Atlanta, Nueva York y Toronto. Tinashe trabajó con varios productores, incluidos Clams Casino, Ryan Hemsworth, Stuart Matthewman, DJ Mustard, T-Minus, Mike Will Made It, Boi-1da, Fisticuffs, Best Kept Secret, Ritz Reynolds y London en la pista. El 13 de enero de 2014, Tinashe lanzó su primer sencillo de su álbum debut, «2 On». La canción cuenta con el rapero estadounidense Schoolboy Q y fue producida por DJ Mustard. La canción ingresó a la lista Billboard Hot 100 de los Estados Unidos en el número 89, y desde entonces alcanzó su punto máximo en el número 24.
El 29 de junio de 2014, Tinashe hizo su debut en la televisión nacional, presentando su sencillo «2 On» en la pre-exposición de los BET Awards. Ese mismo día, ella también anunció que su esperado álbum debut, Aquarius, sería lanzado oficialmente el 7 de octubre de 2014. Hablando sobre el tema del álbum, Tinashe dijo: «Combina la esencia de todo mi trabajo anterior. Me he mantenido fiel a lo que soy. Obviamente, hay una progresión a medida que crecí como artista, y estoy influenciado por cosas nuevas y lo que no. Creo que mis fanáticos estarán muy contentos con eso. Creo que realmente encarna quién soy y dónde estoy creativamente en este momento». El segundo sencillo, «Pretend», con ASAP Rocky, fue lanzado el 22 de agosto de 2014. Aquarius debutó en el número 17 en el Billboard 200 con 18,000 copias vendidas en su primera semana.
«All Hands on Deck» se convirtió en el último sencillo de Aquarius. Aunque el sencillo no logró entrar a la lista del Billboard Hot 100, el video musical generó muchos rumores en línea entre sus pares y fanáticos por su coreografía y visuales. Tinashe comenzó el año con un éxito visual también, apareciendo en la portada del número del 15 de enero de la revista V.

### 2015–2017:Amethyst,NightrideyJoyride
A fines de enero de 2015, se informó que Tinashe trabajó con escritores y productores de Prescription Songs (Cirkut, Ammo, Rock City, Jakob Kasher, Chloe Angelides), Max Martin y Taylor Parks en su segundo álbum de estudio. El 16 de marzo de 2015, Tinashe lanzó una mixtape de siete canciones titulada Amethyst para su descarga gratuita. El proyecto fue grabado en el dormitorio de Tinashe durante sus vacaciones de Navidad y cuenta con la producción de Ryan Hemsworth, Iamsu !, DJ Dahi, Smash David, Ritz Reynolds, Nez & Rio y Mae N. Maejor. Entre tanto, Tinashe invirtió en varios videos musicales autodirigidos de su álbum Aquarius, como «Aquarius», «Bated Breath», «Cold Sweat» y «Bet/Feels Like Vegas» sin apoyo de la discográfica.
El 2 de septiembre de 2015, Tinashe lanzó un teaser para su segundo álbum de estudio, Joyride en YouTube. Ella le explicó a Billboard el significado detrás del título: «Siempre lo tenía en la parte de atrás de mi cabeza, pero comenzó a ser cada vez más relevante para mi estado actual de mi carrera. Con todos estos viajes que hice el año pasado. y todo lo que he pasado, realmente se siente como una aventura, un viaje, un paseo», y cuando se le preguntó por qué siente que no la escuchan, dijo: «Siento que he estado trabajando muy duro este año para desarrollar una base de fans, una base de gira. Continúo creciendo, pero siempre sientes que estás poco apreciado, subvaluado. Especialmente para mí, es emocionante tener música nueva y darle a las personas la oportunidad de redescubrirme de nuevo».
El 9 de septiembre, Tinashe filtró el sencillo llamado «Party Favors» con el rapero Young Thug como una forma de sacar la pelota de su discográfica. El 2 de octubre de 2015, Tinashe lanzó otra canción, «Player», conChris Brown. El 21 de octubre de 2015, Tinashe apareció en la pista «All My Friends» del dúo electrónico británico Snakeships, el cual también presentó a Chance the Rapper, llegando al top 20 en cinco países.
En el verano de 2015, Tinashe se unió a Nicki Minaj para los conciertos de Estados Unidos en el The Pinkprint Tour, y en septiembre y octubre realizó una gira por Sudamérica con Katy Perry en el Prismatic World Tour. Mientras tanto, ella apareció en una publicación de moda de noviembre de 2015 en Vogue y fue la portada en el número de invierno de 2015 de Dazed (antes Dazed & Confused).
Tinashe anunció el Joyride World Tour el 12 de enero de 2016 para apoyar el álbum. A partir de febrero de 2016, se programó hasta mayo de 2016, incluidas las fechas en América del Norte, Europa, Asia y Oceanía. La gira fue cancelada en última instancia ya que Tinashe quería enfocarse en hacer nuevas canciones para el álbum. También reveló otro sencillo promocional, «Ride of Your Life», el 2 de febrero de 2016.
En febrero de 2016, MAC Cosmetics anunció una colaboración de edición limitada con Tinashe para su campaña #MACFutureForward, junto con Halsey, Lion Babe y Dej Loaf. En abril apareció de nuevo en Vogue.
Durante el verano, Tinashe debió debutar en el escenario principal de Hot 97 Summer Jam como la única artista femenina, pero el evento fue cancelado debido a una alerta climática extrema.
El 15 de julio de 2016, Tinashe lanzó un nuevo sencillo, «Superlove». El video musical dirigido por Hannah Lux Davis hizo su debut el 12 de agosto de 2016 en Snapchat de MTV y obtuvo excelentes críticas. El video en YouTube alcanzó un millón de visitas en solo un día y medio. El 15 de septiembre de 2016, con una actuación de MTV Wonderland, Tinashe dejó a «Company» como el segundo sencillo de Joyride. A diferencia de su trabajo anterior, «Company» fue escrita por The-Dream sin Tinashe como coescritora. El 25 de octubre de 2016, se confirmó que Tinashe estaba trabajando con la cantante estadounidense Britney Spears para una versión remix de la canción «Slumber Party», mientras Spears publicaba una foto en las redes sociales con la cantante. Fue comparado favorablemente con «I'm a Slave 4 U» y «Boys». Alexa Camp de Slant Magazine notó que la escena en la que Spears se arrastra en un comedor y lame la leche derramada le recordó una escena del video de «Express Yourself» de Madonna en 1989. Camp también declaró que «el video emplea la sexualidad y la homosexualidad puramente en beneficio de la mirada masculina». Mientras lo nombra «un clip divertido, escandaloso y de aspecto caro», Anna Gaca de Spin opinó que el video es «millas mejor que el video forzado y lleno de marca de «Make Me...», y la adición de la voz de Tinashe es suficiente para hacer que te preguntes por qué lanzaron la canción sin ella».
Tinashe apareció en la portada del número de octubre de 2016 de Nylon, justo cuando la marca del diseñador Alexander Wang colaboraba con ella en un video para su campaña de otoño de 2016.
El 4 de noviembre de 2016, Tinashe lanzó un álbum digital y un cortometraje titulado Nightride que, según ella, estuvo en producción durante dos años junto a su tercer álbum de estudio, Joyride.
En marzo de 2017, ella se unió a Maroon 5 en su Maroon V Tour. El mismo mes, Pepsi, en asociación con iHeartMedia, Shazam y Viacom, anunció que Tinashe se uniría a su plataforma musical, The Sound Drop. El 16 de marzo, Tinashe estrenó un nuevo sencillo, «Flame». También se confirmó que aparecería en la nueva temporada de Empire. El 2 de abril de 2017, como parte de WrestleMania 33 en Orlando, cantó «America the Beautiful» frente a una multitud de 75,000, la multitud más grande que se haya reunido en el Orlando Citrus Bowl.
En junio, apareció en dos conciertos con Aaron Carter en la fiesta de cumpleaños de Hot 107.9. En agosto de 2017 fue la portada, junto con una entrevista, en Galore. El 22 de septiembre de 2017 encabezó Bronco Fusion en Cal Poly Pomona.
El 11 de julio de 2017, Tinashe declaró que está trabajando en su segundo álbum, Joyride, con los productores Mike Will Made It, TM88, Metro Boomin, Diplo, Boi-1da, Charlie Handsome y otros. El 18 de enero de 2018, lanzó «No Drama» con Offset, el primer sencillo de Joyride. «Faded Love» con Future fue lanzado como el segundo sencillo el 12 de febrero de 2018. Joyride fue lanzado el 13 de abril de 2018.

### 2018:NasheyDancing with the Stars
El 9 de junio de 2018, el productor discográfico Hitmaka reveló que es el productor ejecutivo del próximo álbum de Tinashe titulado Nashe. El sencillo principal «Like I Used To» fue lanzado el 13 de julio de 2018.
El 12 de septiembre de 2018, Tinashe fue anunciada como una de las celebridades que competirían en la temporada 27 de Dancing with the Stars, siendo emparejada con el bailarín profesional Brandon Armstrong. A pesar de recibir constantemente altos puntajes, Tinashe y Armstrong fueron la cuarta pareja eliminada el 15 de octubre de 2018, quedando en el décimo puesto.

## Arte

### Estilo musical y voz
Tinashe escribe y produce la mayor parte de su música en su estudio casero, y describe su estilo musical de la siguiente manera:

«Estoy realmente inspirado por el R&B, el hip-hop y la música alternativa, así que solo quería combinar los tres para obtener el sonido. Y el tipo de persona que soy, simplemente encuentro la oscuridad interesante de alguna manera. Me encantan las canciones que suenan como un poco locas, creo que crea una interesante yuxtaposición entre mi voz porque es tan brillante, suave, bonita y dulce que no quiero que mi música sea dulce o agradable. Me gusta lo contrario, así que pienso en algo que es oscuro y pesado y luego lo pongo como dulce y ligero en la parte superior».

Ella describe su mayor defecto como artista como «no encajar en un género particular».
Después de que las Stunners se disolvieron, Tinashe «compró un equipo, una cámara y micrófonos», y comenzó a aprender a grabar y mezclar música. Ella ha escrito y grabado muchas de sus canciones en su habitación. También filmó y editó sus propios videos musicales con Pro Tools y Final Cut Pro, y usa Logic Pro para producir sus ritmos. Ella cita a YouTube como su «maestra».
Su estilo ha sido comparado por los críticos de la industria y los fanáticos con Janet Jackson, The Weeknd y Aaliyah.

### Influencias
Tinashe se inspiró en la música que sus padres tocaban en la casa cuando ella era joven. Ella cita a Sade, Michael Jackson, Janet Jackson, Britney Spears y Christina Aguilera como sus influencias. Su álbum favorito es The Velvet Rope, de Janet Jackson.

«Creo que todos son icónicos de alguna manera. Todos son increíbles cantantes, intérpretes y ese aspecto en vivo es algo que admiro. Siempre quiero hacer un gran show en vivo».

## Vida personal
De niña, Tinashe enfrentó el acoso de sus compañeros:

«De hecho, me molestaron mucho en la escuela. Fui a la escuela pública hasta el noveno grado y tuve una experiencia bastante mala. Me perdí el baile de graduación, la graduación y toda la experiencia universitaria, pero no me siento mal porque todo lo que estaba haciendo era lo que realmente quería».

Tinashe reside en Los Ángeles, tiene un estudio de un dormitorio y un cinturón negro en Taekwondo.
El 2 de febrero de 2016, Tinashe posó para Complex y los invitó a su casa a hacer una presentación sobre su familia. Según la característica, ella todavía reside en casa con su familia en un suburbio a 30 millas al norte de Los Ángeles.

## Discografía
- 2014: Aquarius
- 2016: Nightride
- 2018: Joyride
- 2019: Songs for You
- 2020: Comfort & Joy
- 2021: 333
- 2023: BB/ANG3L
- 2024: Quantum Baby

## Giras
Principales
- Aquarius Tour (2014–2015)
- Joyride Tour (2016)
- Tour for You (2020)[112]

Actos de apertura
- The Pinkprint Tour de Nicki Minaj (2015)
- The Prismatic World Tour de Katy Perry (2015)
- Maroon V Tour de Maroon 5 (2017)

## Teatro
| Año  | Título | Papel       | Notas |
| ---- | ------ | ----------- | --- |
| 2007 | 13     | Desconocido | La temporada previa a Broadway; el musical se realizó entre el 7 de enero de 2007 y el 18 de febrero de 2007, en el Mark Taper Forum en Los Ángeles. |

## Filmografía

### Cine
| Año  | Título                                         | Papel                      | Notas                 |
| ---- | ---------------------------------------------- | -------------------------- | --------------------- |
| 2003 | Masked and Anonymous                           | La hija de la señora Brown |                       |
| 2004 | Time Out                                       | Shawnee                    | Cortometraje          |
| 2004 | The Polar Express                              | Chica heroica              | Captura de movimiento |
| 2006 | Akeelah and the Bee                            | Cissi                      |                       |
| 2006 | Holly Hobbie and Friends: Surprise Party       | Carrie Baker               | Voz                   |
| 2006 | Holly Hobbie and Friends: Christmas Wishes     | Carrie Baker               | Voz                   |
| 2007 | Holly Hobbie and Friends: Secret Adventures    | Carrie Baker               | Voz                   |
| 2007 | Holly Hobbie and Friends: Best Friends Forever | Carrie Baker               | Voz                   |
| 2011 | Justin Bieber: Never Say Never                 | Ella misma                 |                       |
| 2023 | House Party                                    | Ella misma                 | Cameo                 |

### Televisión
| Año     | Título                     | Papel                 | Notas                                      |
| ------- | -------------------------- | --------------------- | ------------------------------------------ |
| 2000    | Cora Unashamed             | Josephine             | Película de televisión                     |
| 2001    | Call Me Claus              | Joven Lucy            | Película de televisión                     |
| 2004    | Rocket Power               | Leilani Makani        | Voz; Episodio: «Island of the Menhune»     |
| 2007    | Avatar: la leyenda de Aang | On Ji                 | Voz; Episodio: «The Headband»              |
| 2007–08 | Out of Jimmy's Head        | Robin                 | Papel principal                            |
| 2008–09 | Dos hombres y medio        | Celeste Burnett       | Papel recurrente (temporada 6–7)           |
| 2016    | Fashion Police             | Presentadora invitada | Episodio: «The 2016 Grammy Awards Special» |
| 2017    | Empire                     | Ella misma            | Temporada 3                                |
| 2018    | Dancing with the Stars     | Ella misma            | Concursante de la temporada 27             |

## Premios y nominaciones
| Año  | Premios                 | Categoría                                  | Trabajo                                              | Resultado |
| ---- | ----------------------- | ------------------------------------------ | ---------------------------------------------------- | --------- |
| 2014 | Soul Train Music Awards | Mejor presentación de baile                | «2 On» (con Schoolboy Q)                             | Nominada  |
| 2015 | YouTube Music Awards    | 50 artistas para ver                       | Ella misma                                           | Ganadora  |
| 2015 | BET Awards              | Mejor nuevo artista                        | Ella misma                                           | Nominada  |
| 2015 | BMI R&B/Hip-Hop Awards  | Canciones más interpretadas de R&B/Hip-hop | «2 On»                                               | Ganadora  |
| 2015 | Soul Train Music Awards | Mejor nuevo artista                        | Ella misma                                           | Nominada  |
| 2016 | Premio Ivor Novello     | Mejor canción contemporánea                | «All My Friends» (con Snakehips y Chance the Rapper) | Ganadora  |